# طواف الدنمارك 2015

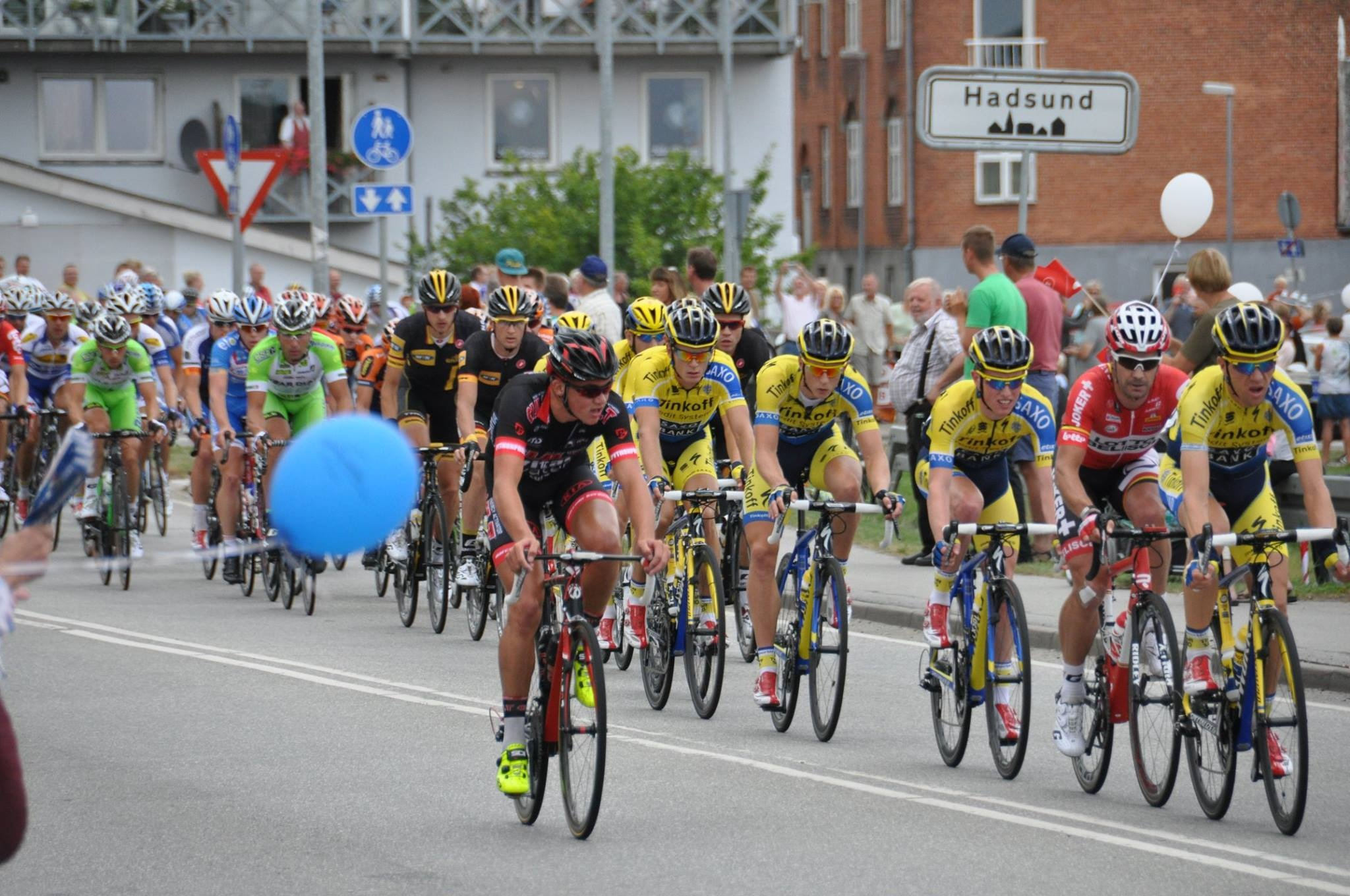

طواف الدنمارك 2015 (بالدنماركية: Danmark Rundt 2015)‏ هو سباق دراجات هوائية، وهو الموسم رقم 25 من نفس السباق، وأقيم خلال الفترة 4 أغسطس 2015، وحتى 8 أغسطس 2015، وامتدّ لمسافة 878.3 كيلومتر، وهو أحد سباقات طواف أوروبا للدراجات 2015، وهو من نوع سباق الدراجات، وقد شارك في السباق 144 متسابقاً ووصل إلى نهايته 127 متسابقاً.
فاز فيه بالمركز الأول كريستوفر جول جينسين، وبالمركز الثاني لارس باك، وبالمركز الثالث ماركو ماركاتو، والفريق الفائز في ترتيب الفرق Tinkoff-Saxo 2015.

## الفرق
| فرق عالمية (4)- Astana - Lotto-Soudal - Sky - Tinkoff-Saxo فرق قارية محترفة (9)- Bardiani CSF - Bora-Argon 18 - Cult Energy Pro Cycling ‏ - Europcar - MTN-Qhubeka - تيم نوفو نورديسك ‏ - رومبوت تشارلز ‏ - سبورت فلاندرين بالويس 2015 ‏ - Wanty-Groupe Gobert فرق قارية (4)- بي إتش إس - بل بيتون بورنهولم ‏ - كولوكويك 2015 ‏ - ريوال بلاتفورم 2015 ‏ - Team Waoo ‏ فريق وطني- فريق الدنمارك لركوب الدراجات للرجال 2015 ‏ |  |
| |  |

## الفائزون
| الترتيب     | الفائز              |
| ----------- | ------------------- |
| الفائز      | كريستوفر جول جينسين |
| الثاني      | لارس باك            |
| الثالث      | ماركو ماركاتو       |
| حسب النقاط  | ماتي بريشيل         |
| تسلق الجبل  | بيم يجثارت          |
| أفضل شاب    | مادس فورتز شميدت    |
| Combativity | كيني دي كيتيلي      |
| الفريق      | Tinkoff-Saxo        |

## وصلات خارجية
- الموقع الرسمي
- طواف الدنمارك 2015 على موقع إحصائيات الدراجات الإحترافية (الإنجليزية)